# Культура Ціцзя
Культура Ціцзя (кит.: 齊家文化, англ. Qijia culture; 2400 до Р. Х. — 1900 до Р. Х.) — археологічна культура у верхів'ях Хуанхе, на заході провінції Ганьсу і сході провінції Цінхай, КНР. Вважається перехідною культурою з неоліту до бронзової доби. Названа на честь стоянки у Ціцзяпін (齊家坪), що була досліджена у 1923 році шведським археологом Йоханом Гуннаром Андерсоном.
В останніх століттях свого існування, культура Ціцзя відступила з західних регіонів Китаю, а кількість її носіїв різко зменшилася.
Культурі Ціцзя належать перші знайдені у Китаї мідні і бронзові дзеркала. Характерною рисою цієї культури є наявність багатьох стоянок, що свідчать про активне розведення коней.
Археологічну стоянку Лацзя (喇家) пов'язують із цією культурою.